# Hermann Munz
Hermann Munz (* 1923) ist ein ehemaliger deutscher Diplomat, der unter anderem zwischen 1979 und 1985 Botschafter der Bundesrepublik Deutschland in Jordanien sowie im Anschluss von 1985 bis 1988 Botschafter in Luxemburg war.

## Leben
Munz absolvierte nach dem Abitur ein Studium an der Philosophischen Fakultät der Eberhard Karls Universität Tübingen und legte dort am 21. August 1952 seine Promotion zum Dr. phil. mit der Dissertation Karl Friedrich Reinhard, ein Schwabe im Dienste des revolutionären und konsularischen Frankreich ab, in der er sich mit dem französischen Diplomaten, Staatsmann und Schriftsteller deutscher Herkunft Karl Friedrich Reinhard befasste. Als Mitarbeiter des Höheren Auswärtigen Dienstes fand er Verwendung in der Zentrale des Auswärtigen Amtes in Bonn sowie in verschiedenen Auslandsvertretungen wie 1957 als Legationssekretär an der Botschaft in Frankreich. 1969 war er Vortragender Legationsrat und stellvertretender Leiter des Referats Süd- und Ostasien, Australien und Neuseeland und wurde im Anschluss am 8. April 1969 stellvertretender Leiter des Referats 203, das für Mittelmeerfragen sowie die Staaten Portugal, Spanien, Italien, San Marino, Heiliger Stuhl, Griechenland, Türkei, Zypern, Malta sowie den Malteser Ritterorden zuständig war. Danach wurde er am 18. Juni 1970 Leiter dieses Referats 203 und als solcher am 29. Oktober 1970 zum Vortragenden Legationsrat Erster Klasse befördert.
1979 wurde Munz als Nachfolger von Horst Schmidt-Dornedden Botschafter der Bundesrepublik Deutschland in Jordanien und bekleidete diesen Posten bis 1985, woraufhin er durch Herwig Bartels abgelöst wurde. Zuletzt löste er 1985 Günter Knackstedt als Botschafter in Luxemburg ab und bekleidete diesen diplomatischen Posten bis zu seinem Eintritt in den Ruhestand 1988. 

## Veröffentlichung
- Karl Friedrich Reinhard, ein Schwabe im Dienste des revolutionären und konsularischen Frankreich, Dissertation, Universität Tübingen, 1952